# エンリケ・ホリン
エンリケ・ホリン（Enrique Jorrín、1926年12月25日 - 1987年12月12日）は、キューバのチャランガのヴァイオリニスト、作曲家、音楽監督。ピナール・デル・リオのカンデラリアに生まれ、ハバナで没した。ホリンは、ダンソンから派生した人気の高いダンス音楽、チャチャチャの創始者と目されてい。

## 経歴
ホリンがまだ幼い頃、一家はハバナのエル・セロに移り住み、ホリンはそのまま一生の大部分を当地で過ごした。12歳のとき、音楽に興味を持ったホリンは、ヴァイオリンを学ぶことを決意した。その後、ハバナの市立音楽院 (Conservatorio Municipal de La Habana) で音楽を学んだ。
音楽家としてのスタートは、エンリケ・ゴンサレス・マンティシが音楽監督を務めていたキューバの国立音楽院 (Instituto Nacional de Música) オーケストラのヴァイオリニストであった。1941年、ホリンはエルマノス・コントレラス (Hermanos Contreras) というダンソネラ（danzonera：ダンソン楽団）に加わった。以降、ホリンはポピュラー音楽への関心をもつようになった。次にホリンは、アントニオ・アルカーニョが率いる有名なチャランガ楽団アルカーニョと彼のマラビラス (Arcaño y sus Maravillas) に参加した。
1950年代前半に、ニノン・モンデハル (Ninón Mondéjar) のオルケスタ・アメリカの一員であったときに、ホリンは新しいダンス音楽のジャンルを編み出し、やがてそれば「チャチャチャ」として知られるようになった。
1954年から1958年にかけて、ホリンはメキシコに住んでいた。1964年には、自らの楽団オルケスタ・デ・エンリケ・ホリン (Orquesta de Enrique Jorrín) を率いて、アフリカやヨーロッパのツアーを行った。1964年以降、ホリンはキューバのレコードレーベルであるEGREMで、多数の吹き込みを行なった。
1974年、ホリンは、新たなチャランガ楽団を結成し、メンバーに歌手のティト・ゴメスとピアニストのルベン・ゴンサレスを加えた。この楽団はその後も存続しており、ハバナで活動を続けており、ホリンの楽曲を数多くレパートリーとしている。
音楽家との業績を積み上げるかたわら、ホリンは、甥のオマール・ホリン・ピネダを育て、やがてピネダは長じてピアニストとして楽団に加わった。その後、ピネダは、アメリカ合衆国ニュージャージー州ユニオンシティのキューバ人コミュニティに移り住んだ。

## おもな作品
ホリンの多数の作品の中には、以下が含まれている。

### ダンソン
- Hilda
- Liceo del Pilar
- Central constancia
- Doña Olga
- Silver Star

### チャチャチャ
- Arpeando el Cha-cha-chá - ミリアム・デ・シンカ (Miriam de Cinca) のハープ伴奏
- La engañadora
- El alardoso
- El túnel
- Nada para ti
- Osiris
- Me muero

ホリンが作詞・作曲した「Milagros del Cha Cha Cha」は、1950年代半ばの日本で、日本語による歌唱で普及した。音羽たかし名義の訳詞により「チャチャチャはすばらしい」として江利チエミが歌い、これとは異なるコロリダス名義（井田誠一）の訳詞により「チャチャチャは素晴らしい」として雪村いづみも歌った。

## ディスコグラフィ
- Orquesta Enrique Jorrín; "Por Siempre Jorrín"; Egrem CD-0644